# La guerra sin nombre
La guerra sin nombre es la tercera parte de la saga de novelas Eraide. Novela de fantasía épica / steampunk, escrita por el autor español Javier Bolado que finaliza el arco argumental de la Princesa Oscura. La edición en castellano corresponde a Ediciones Babylon.

## Sinopsis
«La dama busca. El caballero se desata.
Él busca en los brazos de la princesa el consuelo.
El destino los traiciona.
La época de decidir se acerca.»
El tiempo parece haberse detenido para Adriem Karid, quien, despojado de su rol de guardia imperial de Tiria, vaga por el mundo tratando de buscar un imposible.
Mientras tanto, la maquinaria de Alma continúa marcando los pasos de todos aquellos que forman parte del juego. Una cruenta guerra a varias bandas está a punto de empezar... ¿Se impondrán nuevamente los ecos del pasado, o conseguirán los implicados ser los dueños de su propio destino?
Con Eraide. La guerra sin nombre, concluye esta apasionante saga que ha encandilado a cientos de lectores.
- Datos: Q28092602